# Daniel Georgievski
Daniel Georgievski (* 17. Februar 1988 in Blacktown City, Australien) ist ein mazedonisch-australischer ehemaliger Fußballspieler. Der Außenverteidiger gewann 2013 und 2014r mit Steaua Bukarest die rumänische Meisterschaft.

## Karriere
Georgievski wechselte im Jahr 2006 aus Australien in die U-19 des kroatischen Rekordmeisters Dinamo Zagreb. Dort schaffte er nicht den Sprung in die erste Mannschaft, sondern wechselte im Sommer 2007 zu Međimurje Čakovec, das in der 1. HNL um den Klassenverbleib kämpfte. Nach dem Abstieg 2008 blieb er dem Klub erhalten und schaffte im Jahr 2009 die Rückkehr ins Oberhaus. Die Spielzeit 2009/10 beendete er abermals auf dem letzten Platz und verließ den Klub daraufhin zu Ligakonkurrent HNK Šibenik. Auch in Šibenik stand seine Aufgabe im Zeichen des Abstiegskampfes, wobei Georgievski in zwei Drittel der Spiele zum Einsatz kam.
Nach dem Abstieg 2012 verließ Georgievski Šibenik und schloss sich dem rumänischen Rekordmeister Steaua Bukarest an. Dieser Wechsel erwies sich als Glücksgriff, da er sich sowohl als Stammkraft etablierte als auch mit der Meisterschaft 2013 seinen ersten Titel gewinnen konnte. Diesen Erfolg konnte er ein Jahr später wiederholen, kam dabei jedoch nur auf neun Einsätze. Im September 2014 wechselte er zurück nach Australien und schloss sich dem A-League-Klub Melbourne Victory an. Dort konnte er die Meisterschaft 2015 gewinnen. Mitte 2017 wechselte er innerhalb der Liga zu den Newcastle United Jets. Nach zwei Spielzeiten als Stammspieler ließ er sich zu den Western Sydney Wanderers transferieren und beschloss seine Laufbahn mit wenigen Einsätzen 2021 bei Melbourne City.

## Nationalmannschaft
Georgievski bestritt am 2. September 2011 in der EM-Qualifikation gegen Russland sein erstes Länderspiel für die mazedonische Nationalmannschaft. Er ist seither fester Bestandteil des Teams von Nationaltrainer Čedomir Janevski.

## Erfolge
- Rumänischer Meister: 2013, 2014
- Australischer Meister: 2015